# DataPower
DataPower是一家IBM公司所屬的公司，該公司主要在於研製與銷售XML應用機（XML appliance），此種設備專門用來執行與處理XML訊息。DataPower也是第一家針對XSLT加速處理而為產品研製及運用特定應用積體電路（application-specific integrated circuit，簡稱：ASIC）的業者。
DataPower很早即將自己定位在「XML處理」領域的創新業者，XML訊息如今已經成為面向服务的体系结构（Service oriented architecture，簡稱：SOA）中的一大要件。

## DataPower歷史
- 2005年10月－由IBM公司所收併。
- 2003年1月－首次公開發表，強調在效能之上的安全。
- 2002年8月26日－交付第一台網路設備。
- 2002年7月8日 由創投業者投資950萬美元。
- 2002年4月－Cheng Wu（英文）（諧音：吳成）出任董事會總監。
- 1999年3月－成立於麻州的坎布里奇。

有關完整的活動、事件列表，請見DataPower的發佈消息（页面存档备份，存于）（英文）。

## 關連項目
- XML應用機
- XML appliance（英文）
- Sarvega（英语：Sarvega）（英文）－2005年6月Intel公司所收購的一家公司。
- XSLT
- WS-Security（英文）

## 外部連結
- DataPower官方網站（页面存档备份，存于）（英文）
- IBM DataPower網頁（页面存档备份，存于）（英文）